# Willy Ley
Willy Otto Oskar Ley (Berlijn, 2 oktober 1906 – Jackson Heights, 24 juni 1969) was een Duits/Amerikaans wetenschappelijk auteur. Hij stond bekend als een pleitbezorger voor raketontwikkeling en ruimtevaart. Ley studeerde aan de universiteiten van Berlijn en Königsberg. In Königsberg behaalde hij een graad in de journalistiek. In Berlijn volgde hij studies in astronomie, natuurkunde, paleontologie en zoölogie, maar verkoos uiteindelijk de journalistiek. Hij sprak vloeiend Duits, Engels, Frans, Italiaans en Russisch.

## Loopbaan

### Duitse periode
Naast zijn studie interesseerde Ley zich voor raketontwikkeling en ruimtevaart door de boeken van Hermann Oberth. Hij schreef zelf zijn eerste boek Die Fahrt ins Weltall in 1926 en hielp bij het oprichten van de VfR (Verein für Raumschiffahrt) in 1927. Hij was redacteur van het verenigingsblad Die Rakete. Twee jaar later fungeerde hij, samen met Oberth, als technisch adviseur voor Fritz Langs film Frau im Mond. De aanleiding voor het maken van deze film lag in Leys boek Die Möglichkeit der Weltraumfahrt  uit 1928. Eind jaren '20 en begin jaren 30 hield hij zich bezig met het schrijven van boeken en artikelen voor binnen- en buitenlandse bladen over raketontwikkeling en ruimtevaart.

### Nazi's aan de macht
Toen het naziregime aan de macht kwam, ervoer Ley toenemende druk om zijn publicaties in buitenlandse tijdschriften te staken. De nazi's vreesden, dat potentieel interessante ideeën aangaande raketontwikkeling door buitenlandse mogendheden werden opgepikt. Het regime beschouwde raketten als een veelbelovend wapen. Particulier raketonderzoek stond het niet langer toe en de VfR hief zich in 1934 op. Ley trok daarop zijn conclusies: hij wenste niet onder het nazi-juk te leven. Daarom zocht hij in 1935 na een kort verblijf in Groot-Brittannië zijn heil in de Verenigde Staten.

### Leven in de VS
Ley, die in 1944 het Amerikaans staatsburgerschap verkreeg, ging tot het uitbreken van de Tweede Wereldoorlog verder met schrijven van artikelen, maar vond een onverschillig Amerikaans publiek tegenover zich. Hij beperkte zich daarom in zijn artikelen tot praktische zaken die binnen afzienbare tijd technisch haalbaar waren. Ley bezat de kwaliteiten om de basisprincipes op een heldere manier aan zijn lezers uit te kunnen leggen. Daarnaast bleef hij vanaf 1936 actief betrokken bij raketontwikkeling als lid van de American Rocket Society. Bovendien oogstte hij succes met niet-technische boeken, zoals Salamanders and Other Wonders en The Lungfish, the Dodo and the Unicorn.
Ley trad in het huwelijk met Olga, een ballerina en model. Het paar kreeg twee dochters.

### Bekendheid door inzet van V2 in de Tweede Wereldoorlog
Van 1940 tot 1944 was hij wetenschappelijk redacteur bij PM, een krant uit New York. Later doceerde hij aan de Fairleigh Dickinson Universiteit in New Jersey en droeg op regelmatige basis bij aan vele tijdschriften en encyclopedieën, zoals Cowles Encyclopedia, Galaxy en Popular Mechanics. Door de oorlog werd hij een veelgevraagd expert, vooral toen de Britten in 1944 kennismaakten met de V2. Zijn pennenvruchten, in combinatie met radio- en tv-interviews, trokken nu wel de aandacht van het grote publiek. De hele wereld toonde belangstelling voor de mogelijkheden, die rakettechnologie bood voor het maken van ruimtevluchten. In 1944 publiceerde Ley een van zijn meest invloedrijke werken: Rockets: the Future of Travel Beyond the Stratosphere. Dit boek werd vele malen bijgewerkt en herdrukt, de laatste versie uit 1968 droeg de titel Rockets, Missiles and Men in Space. Andere geslaagde titels van zijn hand in de jaren 50 en 60 waren The Conquest of Space, Beyond the Solar System en The Conquest of the Moon (coauteurs Fred Whipple en Wernher von Braun). Conquest of Space overtuigde velen dat ruimtevaart voor de mensheid binnen bereik kwam. Tevens werkte hij met Von Braun, illustrator C. Bonestell en anderen tussen 1952 en 1954 aan een serie uitgaven van Collier’s, die steun kweekten bij het grote publiek voor ruimtevluchten rond de Aarde, naar de maan en de planeten. Daarnaast was hij betrokken bij de tv-serie Tomorrowland van Walt Disney. Ley schreef in deze periode aan de lopende band artikelen voor een breed publiek, ontwierp plastic raketjes voor speelgoedfabrikanten en trad op als technisch adviseur bij een andere tv-serie, Tom Corbett, Space Cadet. Zijn oude liefdes vergat hij echter niet en hij publiceerde toonaangevende boeken over astronomie (Watchers of the Skies), paleontologie en cryptozoölogie.
Door zijn eigen ervaringen en achtergrond besefte hij de keerzijde van de voortschrijdende rakettechnologie maar al te goed. Zo sprak hij: "Het punt om te onthouden is, dat een grote stap in de ruimte een grote stap naar vrede beneden kan zijn".

### Overlijden
Ley hoopte aanwezig te zijn bij de lancering van Apollo 11, maar het mocht niet zo zijn. Op 24 juni 1969 overleed Willy Ley op 62-jarige leeftijd in zijn huis te Jackson Heights aan de gevolgen van een hartaanval. Ruim drie weken later stegen Armstrong, Aldrin en Collins op. De Ley krater aan de achterkant van de maan werd naar hem vernoemd.
- Bibsys: 90378050
- Biblioteca Nacional de Chile: 000215253
- Biblioteca Nacional de España: XX1208243
- Bibliothèque nationale de France: cb12620979n (data)
- Catàleg d'autoritats de noms i títols de Catalunya: 981058514796706706
- CiNii: DA02151007
- Gemeinsame Normdatei: 101562446
- International Standard Name Identifier: 0000 0001 0909 6676
- Library of Congress Control Number: n50049955
- Bibliotheek van het Japanse parlement: 00447619
- Nationale Bibliotheek van Tsjechië: mzk2002157025
- Nationale bibliotheek van Australië: 35303995
- Nationale Bibliotheek van Israël: 987007264516605171
- Nationale Bibliotheek van Polen: a0000001268270
- Nederlandse Thesaurus van Auteursnamen: 071589023
- Réseau des bibliothèques de Suisse occidentale: 02-A003518472
- SNAC: w6ft8xgm
- Système universitaire de documentation: 061557803
- Trove: 904573
- Virtual International Authority File: 64375457
- WorldCat: E39PBJdGFvqkmHWCvxfbHGmmVC